# Evelop Airlines
Iberojet est une compagnie aérienne charter espagnole qui relie la péninsule ibérique aux caraïbes.

## Historique
En 2013, le groupe Barceló annonce la création d'Evelop Airlines, sa propre compagnie aérienne détenue à 100% par sa filiale voyages Barceló Viajes SL,. La marque vise alors le marché des tours-opérateurs. En octobre 2013, la nouvelle compagnie se dote de son premier A330. Ses vols démarrent le 30 novembre 2013.
En 2014, Evelop se dote d'un nouveau Airbus 330-200 et augmente ses vols vers les Caraïbes. En février 2014, Evelop choisit Iberia pour assurer l'entretien de ses deux avions. Le mois suivant, Evelop devient membre de l'International Air Carrier Association (IACA). En septembre 2014, Evelop signe avec Iberia un accord de code partagé pour offrir des vols directs et sans escales à Cancún au départ de Madrid.
En 2015, avec l'arrivée d'un nouveau A330-200, Evelop lance sa classe business.
En mars 2019, Evelop réceptionne son premier Airbus A350-900, qui ne semble destiné qu'aux vols intérieurs malgré les précédentes annonces formulées par le groupe. Lufthansa Technik est recruté pour l'entretien de ce modèle.

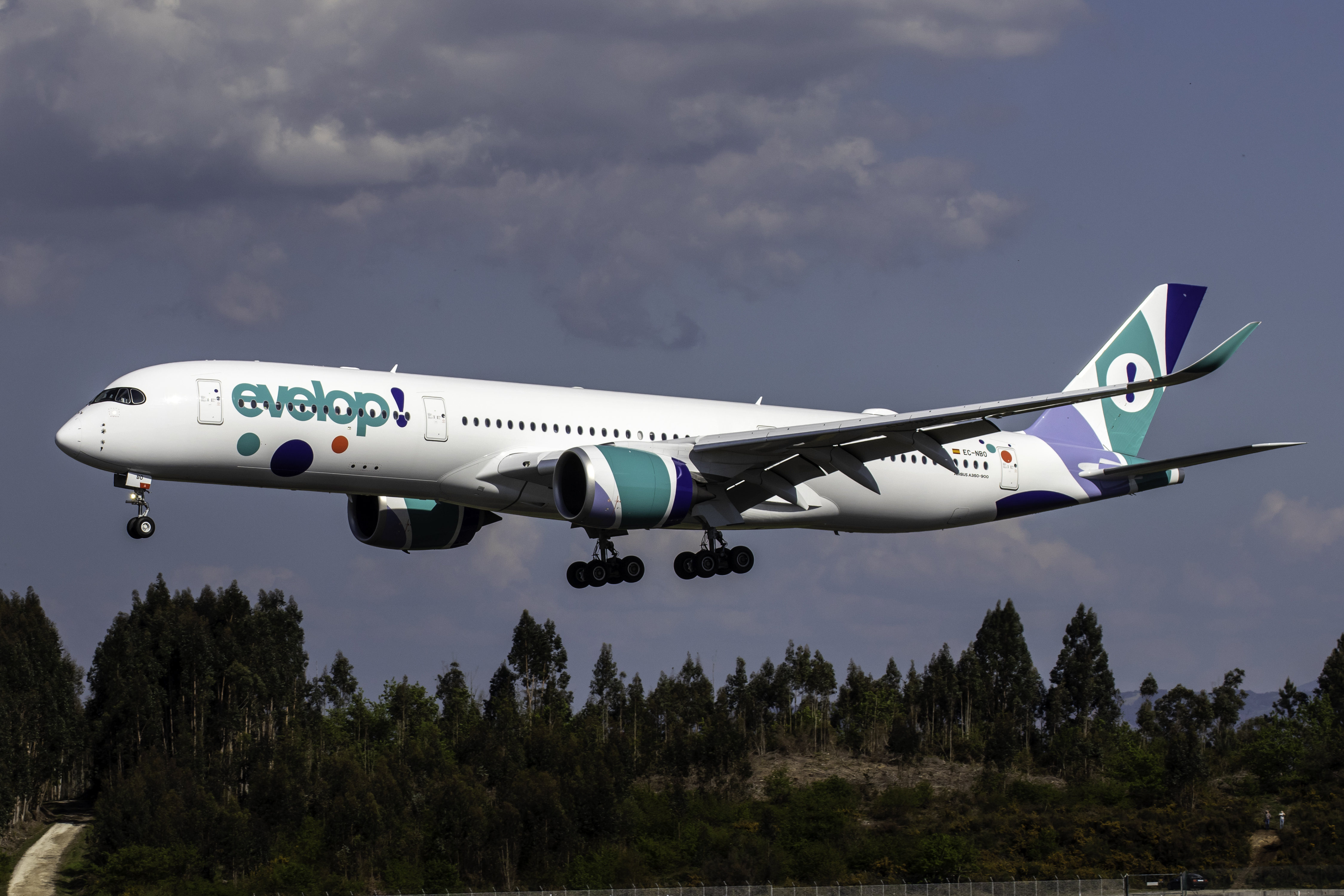
Un Airbus A350 (EC-NBO) d'Evelop livré en 2019

## Flotte

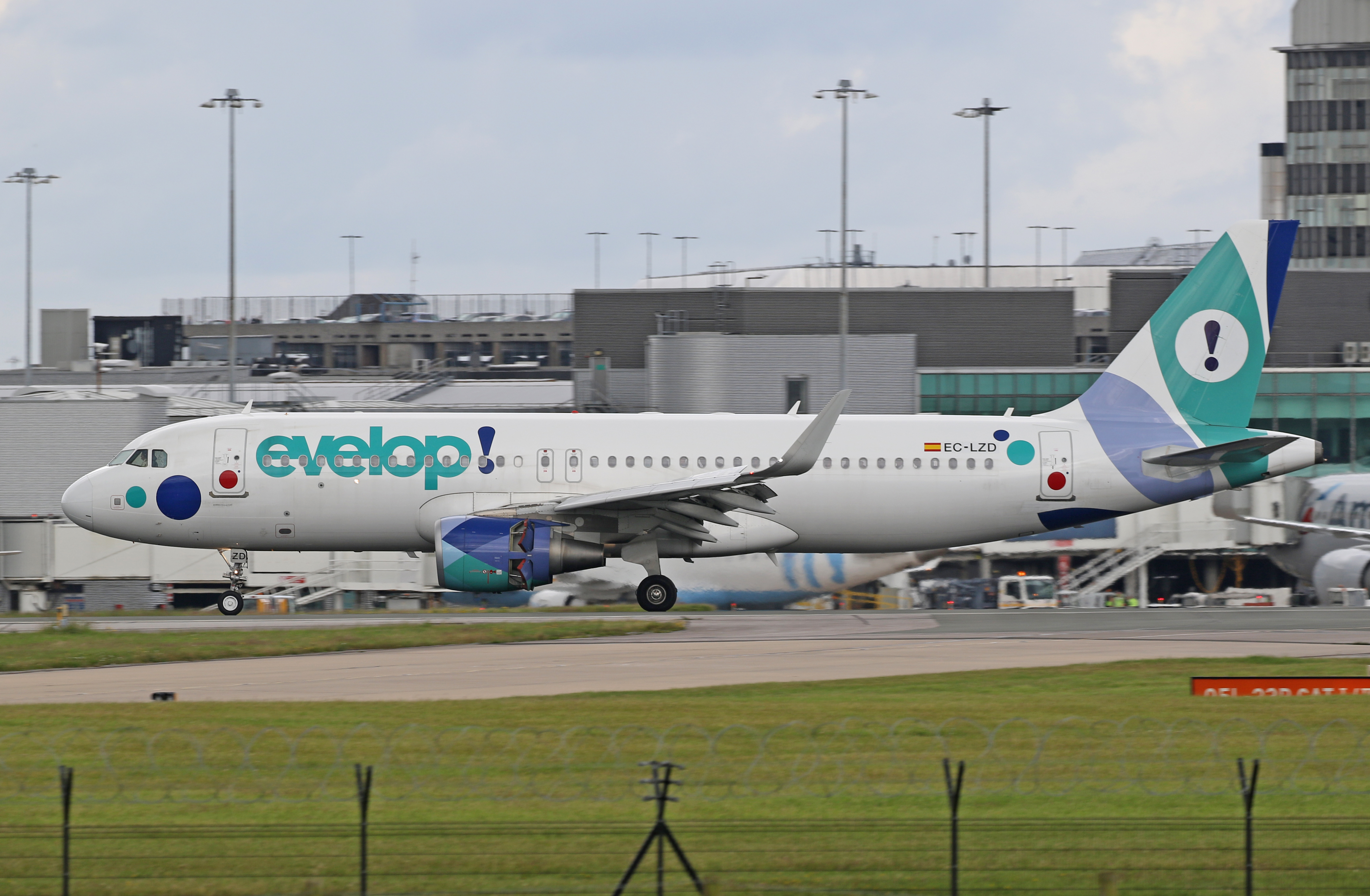
EC-LZD

Début novembre 2020, la compagnie exploite les avions suivants,,: